# Kurowszczyzna (rejon oszmiański)
Kurowszczyzna – dawny folwark, majątek i osada. Tereny, na których były położone, leżą obecnie na Białorusi, w obwodzie grodzieńskim, w rejonie oszmiańskim, w sielsowiecie Holszany.

## Historia
W czasach zaborów folwark w gminie Holszany, w powiecie oszmiańskim, w guberni wileńskiej Imperium Rosyjskiego. W 1905 roku liczył 9 mieszkańców, 226 dziesięcin, własność Kossobudzkiego.
W latach 1921–1945 folwark, majątek i osada leżały w Polsce, w województwie wileńskim, w powiecie oszmiańskim, w gminie Krewo, a następnie w gminie Holszany.
W 1931 folwark w 2 domach zamieszkiwało 18 osób, majątek w 1 domu 8 osób, osadę w 1 domu 5 osób.
Wierni należeli do parafii rzymskokatolickiej i prawosławnej w Holszanach. Miejscowość podlegała pod Sąd Grodzki w Holszanach i Okręgowy w Wilnie; właściwy urząd pocztowy mieścił się w Holszanach.